# Isaac P. Christiancy

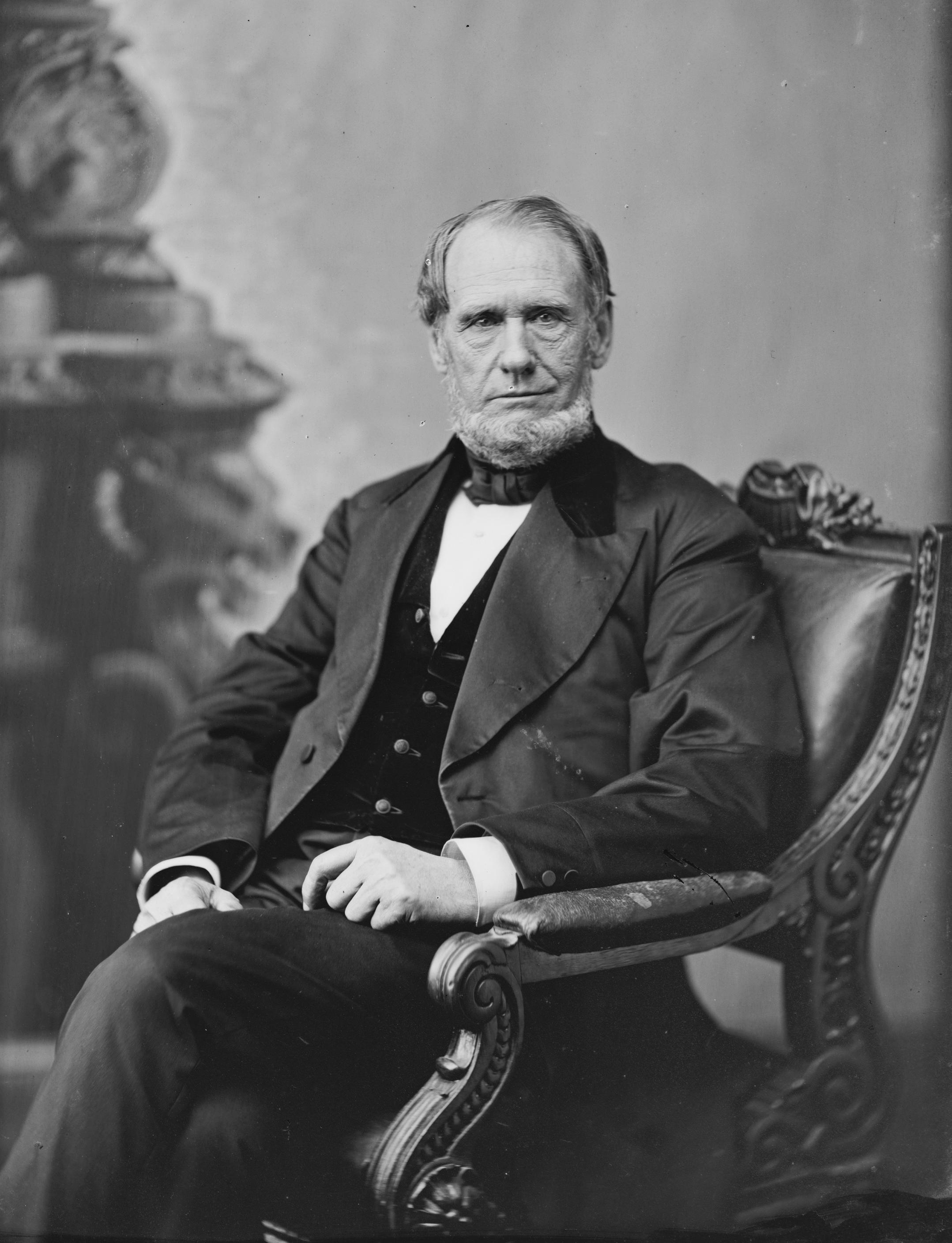
Isaac P. Christiancy

Isaac Peckham Christiancy (* 12. März 1812 bei Johnstown, Fulton County, New York; † 8. September 1890 in Lansing, Michigan) war ein US-amerikanischer Jurist und Politiker, der den Bundesstaat Michigan im US-Senat vertrat.

## Frühe Jahre
Isaac Christiancy wuchs in ärmlichen Verhältnissen auf. Sein Großvater Isaac Peckham war im 18. Jahrhundert einer der ersten Pioniere im Gebiet von Caroga gewesen. Christiancy brach seine Schulausbildung mit 13 Jahren ab, als sein Vater starb und er seine Familie unterstützen musste. Er arbeitete später als Lehrer und studierte dann die Rechtswissenschaften. 1836 wurde er in die Anwaltskammer aufgenommen und zog nach Monroe in Michigan, wo er eine Anstellung als Beamter beim General Land Office erhielt. Im November 1839 heiratete er Elizabeth McClosky.
Zwischen 1841 und 1846 fungierte Christiancy als Staatsanwalt des Monroe County. Politisch gehörte er ursprünglich den Demokraten an, die er aber wegen deren Haltung zur Sklaverei verließ. 1848 nahm er am Parteitag der Free Soil Party in Buffalo teil, für die er dann von 1850 bis 1852 im Senat von Michigan saß. Eine erfolglose Kandidatur als Gouverneur von Michigan schloss sich an.

## Richter und Senator
Im Jahr 1854 gehörte Christiancy dann zu den Mitbegründern der Republikanischen Partei in Jackson. Als Republikaner bewarb er sich 1857 erstmals um einen Sitz im US-Senat, scheiterte aber. Im selben Jahr erwarb er den Monroe Commercial und wurde Redakteur dieser Zeitung. Ebenfalls zu dieser Zeit wurde der neue oberste Gerichtshof von Michigan ins Leben gerufen. Christiancy stellte sich für eines der Richterämter zur Wahl und war siegreich; nach zweimaliger Wiederwahl verblieb er dort bis zum 27. Februar 1875. Von 1872 bis 1874 war er der Chief Justice.
Am 4. März 1875 zog Isaac Christiancy in den US-Senat in Washington ein. Er hatte zuvor den Amtsinhaber Zachariah Chandler besiegt, ebenfalls ein Republikaner, der allerdings als Radical Republican einen unnachgiebigen Standpunkt gegenüber den im Bürgerkrieg unterlegenen Südstaaten vertrat. Christiancy zeigte sich in dieser Hinsicht moderater. Er beendete seine sechsjährige Amtsperiode allerdings nicht, sondern schied aus gesundheitlichen Gründen am 10. Februar 1879 aus dem Kongress aus. Zu seinem Nachfolger wurde wiederum Zachariah Chandler gewählt.
Von 1879 bis 1881 amtierte Isaac Christiancy als Gesandter der Vereinigten Staaten in Peru. Nach seiner Rückkehr arbeitete er in Lansing wieder als Anwalt. Dort starb er dann auch im Jahr 1890. Sein Sohn James kämpfte im Bürgerkrieg für die Unionsarmee und wurde mit der Medal of Honor ausgezeichnet; er verstarb 1899 und liegt auf dem Nationalfriedhof Arlington begraben.